# 手形交換所
手形交換所（てがたこうかんじょ）とは、一定の地域内に所在する金融機関が申し合わせによって、定時に決まった場所へ約束手形や小切手などを持ち寄って、その決済交換を行う場所である。

## 概要
手形交換所がなかった頃はシャンパーニュの大市などが、外為取引としての手形交換を定期的に行う機会として利用された。
1773年、グレートブリテン王国のロンドンで世界初の手形交換所が設けられたと言われている。アメリカ合衆国ではカリフォルニア・ゴールドラッシュの時に最初のものができた。

手形交換所は英語のClearing House（クリアリングハウス）の概念の一部に含まれるが、"Clearing House" は手形交換所でないものも含む広い概念である。

## 手形交換制度
取引先から金融機関に預金や取立依頼のために持ち込まれた手形や小切手は、支払場所が振り出した金融機関であれば、口座間の残高移動によって処理することが出来る。しかし、同一地域内に複数の金融機関が存在し、また事業による決済が全国的に行われる現状において、支払場所は他の金融機関であることが普通である。
そこで、地域内の金融機関はその地域内で決済すべき手形類を手形交換所へ持ち込み、交換した。その上で、金融機関同士の債権債務の差額＝交換尻を計算し、互いの金融機関で移動する現金の額をこの値に落ち着けた。これをクリアリング、または手形交換制度という。個別の債権債務をいちいち決済する場合に比べ、手形交換制度は、現金の輸送リスクや手形業務の煩雑さ、加えて決済に必要な支払い準備金の額を、いずれも減らすことに成功した。
手形交換制度はヨーロッパ支払同盟により世界規模となった。やがてクリアストリームとユーロクリアの2社が国際証券集中保管機関（International central securities depository）としてカストディサービスを集約するようになった。彼らが国際銀行間通信協会を創設したのも、一方で日本国内の全国銀行データ通信システムが稼動したのも1973年であるから、決済オンライン化は各国地域で広まる段階を飛び越えて一気にグローバル化してしまったことになる。1978年には郵便貯金システムがスタートし、やがて住宅金融専門会社等ノンバンクまでオンライン化してしまい、その業容拡大に加担するのである。
ここで飛び交うバーチャルマネーは記録が残らないかに思われており、実際に金融犯罪の温床となっている。しかし、記録の大半は手形交換所の経理部で記帳される。国際決済なら、クリアストリームとユーロクリアの2社が、ともに毎日の取引をマイクロフィッシュに記録し保存している。国際銀行間通信協会は光ディスクに記録し、保管している。
それらは、HSBCをはじめとする資金洗浄を捜査するときに、差し押さえなければならない証拠である。捜査が一般人をふくむ膨大な数の銀行口座におよんで人権侵害を指摘する声が出ているが、国際決済記録をおさえれば、交換所そのものと癒着しているエスタブリッシュメントだけを摘発できる。また、捜査のために地球規模で個人情報を管理すべきだという見解も提出されているが、巨悪のハブである交換所を制圧すれば一般人の個人情報まで管理する必要はなくなる。
しかし、安心できる状況にはない。国際証券集中保管機関はすでに述べた2社だと書いたものの、en:Depository Trust & Clearing Corporationは、合衆国内の決済機関＝証券集中保管機関CSDに見えて、実は2兆ドルを超える国外決済を扱っており、接続している金融機関も100カ国を超えている。法的形態はともかく、実質的な国際決済機関＝国際証券集中保管機関ICSDと考えてよい。DTCCのように、国内決済機関でありながら実質的に国際決済機関を担うケースが増えると、分散して国際決済記録の所在がよく分からなくなってくる。この点、ブロックチェーンは脅威である。

なお、日本銀行は日本国債と円の外為取引を促進しようとしている。2016年2月をめどに、新日銀ネットの稼働時間をロンドン時間の昼ごろに当たる午後9時までとする見通し。安倍内閣は、国内志向の強い東京の金融市場をアジアで一番の金融・資本市場に変身させる目標を掲げている。日本国債については2013年すでにクリアストリームなどを交えた協議が行われており、そこにはHSBCの不祥事にからんだ面々もあった。

## 日本における手形交換

### 資料
日銀が一橋大学で出張講座を開いたときの資料に基づいて国内クリアリングを概観する。6-8ページと18ページに各ページごとの視点でクリアリングの流れが示されている。日銀ネットへ行き着くまでに様々な仕組みが取り次いでいるのが読み取れる。18ページにおいて、東京金融取引所とほふりクリアリングと、さらに日本証券クリアリング機構が担う3部門とが一挙に全部日銀ネットへ接続すると、もともと全銀ネット・外国為替円決済制度の2つを相手する日銀ネットの負担になる。そこで資金決済銀行というバイパスが設けてあり、ネットワークへ参加する金融機関は日銀と資金決済銀行のいずれかを決済銀行に選択して口座を利用している。
クリアリングはオンライン化しているので、今日の手形交換所は決済尻の払い受けや不渡り情報の共有といった機能を担う。

### 手形交換所の運営
手形交換所は、手形法第八十三条及小切手法第六十九条ノ規定ニ依ル手形交換所ヲ指定スル省令（昭和8年司法省令第38号）により、各地に組織された銀行協会や金融団などの金融機関団体により運営されていた。全国銀行協会によると、2022年3月22日時点で日本全国に法務大臣指定の手形交換所（指定手形交換所）と少数の金融機関が構成する私設手形交換所あわせて179か所の手形交換所があった。なお、指定か私設かで実質的に制度が大きく異なるものではなかった。
東京手形交換所や大阪手形交換所では担当者がデータを持ち寄るスタイルで決済が行われたが、神戸手形交換所では64の金融機関の担当者が平日午前9時前に集まり手作業で手形交換を行い現物で決済していた。

### 取引停止処分制度
手形や小切手の信用を維持するため、日本各地の手形交換所には、取引停止処分という制度があった。これは、資金不足などにより、手形や小切手の決済が出来なくなった場合、その手形類は不渡となり、6ヶ月の間に2回不渡を起こすと、当該手形交換所で取引をするすべての金融機関との間で、当座取引及び貸出取引が2年間禁止されるという制度である。金融機関と取引ができなくなる企業にとっては、厳密な法的意味でのそれを待たず、事実上の倒産を意味する。

### 手形交換所略史
日本では1879年12月に16の銀行が参加した大阪手形交換所が最初のものであり、以後手形法制の整備に伴って、東京でも1880年10月に為替取組所が創設され、1883年9月に東京銀行集会所の機関である手形取引所が創設、1887年に東京手形交換所がその下部機関として発足した。1891年3月には日本銀行も参加してロンドンで行われていた銀行が日本銀行に持つ当座預金を通じた振替決済が導入された。また、この時、東京銀行集会所の直属の機関となり、東京交換所と改称した。
その後、1897年に神戸、1898年に京都、1900年に横浜、1902年に名古屋と各地の主要都市に手形交換所が設置されていく。1903年には全国の手形交換所の代表による第一回各地交換所組合銀行連合会も結成された。1900年、東京交換所は東京銀行集会所から分離し、1911年の商法改正によって手形交換所における小切手の支払呈示に関する法的保護規定の導入に伴って、他の手形交換所とともに司法大臣指定機関となる。この際、「手形交換所」という用語が用いられていたことから、第一次世界大戦後に「手形交換所」を正式名称とするものが増加し、1925年には東京交換所も旧称である東京手形交換所に戻し、翌年12月には社団法人となった。また、手形交換以外にも預金利子協定や手数料協定なども扱うようになった。
1940年に常設の全国組織として全国手形交換所連合会を結成するが、戦時経済体制強化の下で行われた1942年の金融統制団体令によって強制的に解散させられた。ついで1945年の6月には本土決戦に備えて全ての手形交換所は解散させられて日本銀行の業務とされた。だが、8月の敗戦で手形交換所再建論が浮上し、1946年1月に東京銀行協会の機関として東京手形交換所が再建され、同年4月までに日本全国の手形交換所のほとんどが地域の銀行協会の下で再興された。
戦後も手形交換所の整備が進められ、東京手形交換所では1971年に磁気インク文字認識を採用して従来の立会為替方式を廃止した。
司法大臣・法務大臣指定の手形交換所は1912年の10、手形交換所が一時廃止された1945年には56、1980年に184あったが、2003年に162、2022年に107まで減少した。
一方、紙の手形にかわるシステムとして、2013年2月に全国銀行協会が設立する電子債権記録機関「株式会社全銀電子債権ネットワーク」（通称でんさい）の運用がスタートし、スタートから2年で利用登録社数が40万社を超えたが、2019年5月には登録社数がマイナスになるなど一時は伸び悩んだ。しかし、コロナ禍で電子化が進んだことで2021年からは再び増加のペースが強まった。
2022年3月、日本政府は手形交換所での約束手形の取引を廃止するよう要請。全国銀行協会が電子交換所を設置することになり、各地の銀行協会で手形交換所の廃止の決定が行われた。
- 大阪銀行協会は日本最古の手形交換所でもある大阪手形交換所を2022年11月に廃止すると発表した[21]。
- 神戸銀行協会は神戸手形交換所を2022年11月2日の業務をもって終了し廃止することを決定した[19]。淡路島手形交換所（洲本市）、豊岡手形交換所（豊岡市）も2022年11月2日に廃止となる[19]。

さらに法務省は2022年10月27日に「手形法第八十三条及び小切手法第六十九条の規定による手形交換所を指定する省令」を全面改正し、同年11月4日をもって同省令に定める「手形交換所」を全国銀行協会が設置する電子交換所に全面移行することとし、全国の手形交換所が廃止されることとなった。
2022年11月2日に日本国内にある179カ所の手形交換所の交換業務が終了となり廃止された（福島県の浪江と富岡の手形交換所は東京電力福島第一原発事故で休業となったまま廃止）。2022年11月4日からは全国銀行協会が設置する電子交換所に移行し、紙の手形については金融機関が手形を「イメージデータ」に変換して電子交換所に送受信して処理する仕組みになる。
電子交換所についても、手形、小切手の廃止に向けて、2027年度初から電子交換所における手形・小切手の交換を廃止すると発表された。またこれに先駆けて各銀行での、手形・小切手帳の発行の終了、当座勘定からの支払を目的とした手形・小切手の振出期限の設定が行われる。例えば三井住友銀行では、2025年9月30日（火）をもって、手形・小切手帳の発行申込の受付を終了、当座勘定からの支払を目的とした手形・小切手の振出期限を2026年9月30日（水）とすると発表している。